# Касталия (мифология)

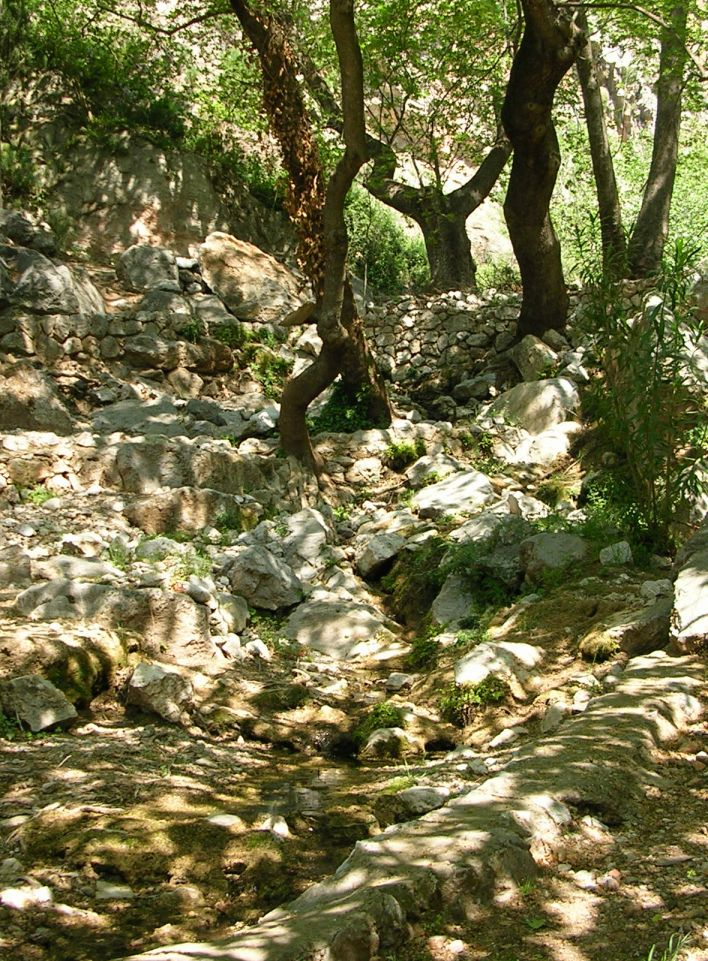
Кастальский источник

Касталия (др.-греч. Κασταλία) — в греческой мифологии дельфийская нимфа, наяда.

## Мифология
Согласно мифу, Касталия была дочерью морского божества Ахелоя и обитала в Кастальском ручье, близ Дельф. По некоторым данным, вода являлась даром Касталии от речного бога Кефиса. В старых преданиях Кастальский источник уже существовал в те времена, когда в Дельфы прибыл Аполлон в поисках змея Пифона. Римский поэт Лактанций Плацид в своём комментарии к «Фиваиде» Стация рассказывает, что Аполлон, увидев Касталию, влюбился в неё, но нимфа, спасаясь от его любовного преследования, прыгнула в ручей и превратилась в фонтан в Дельфах, у подножия горы Парнас или у горы Геликон.
Согласно другой версии, в то время, когда произошла эта история, Кастальский источник ещё не имел названия. Нимфа, спасаясь от преследования Аполлона, прыгнула в ручей на Парнасе, и лишь после этого родник, дающий начало этому ручью, был назван Кастальским ключом.  
Касталия могла дать поэтическое вдохновение тем, кто пил во́ды из её источника или слышал их тихий звон. Кастальский ключ также обладал свойством давать пророческую силу и считался символом поэзии. Отсюда проистекает и его значение как «источника вдохновения». Вода его считалась священной и использовалась для очистки дельфийских храмов. А бог Аполлон посвятил Касталию в музы.
Кастальский источник является одной из основных достопримечательностей Дельф. И в наши дни посетители Дельфийского оракула начинают свой туристический маршрут от этого родника.

## В литературе
В XX веке немецкий писатель Герман Гессе, вдохновившись именем Касталии, использовал его в качестве названия вымышленной провинции в своей футуристической литературной утопии «Игра в бисер».

## В астрономии
В честь Касталии назван астероид (646) Касталия, открытый 11 сентября 1907 года немецким астрономом Августом Копффом в Гейдельбергской обсерватории, а также астероид  (4769) Касталия, открытый 9 августа 1989 года американским астрономом Элеанор Хелин в Паломарской обсерватории